# サン・ミゲル・デ・アジェンデ
サン・ミゲル・デ・アジェンデ（San Miguel de Allende）とはメキシコのグアナフアト州にある都市。

## 概要
メキシコの中央高原北西部にある都市である。コロニアル建築の歴史的建物が立ち並び、美しい景観を持つ事から観光地として人気がある。もともと湿地帯近くの丘であった場所に造られた町であるため、坂が多い街である。
メキシコ全土に知られた美術学校であるアジェンデ美術学校やエルニグロマンテ文化会館があり、日本を含めた世界から芸術家が集まるアートの街でもある。

## 歴史
スペイン植民地時代初期の1542年にフランシスコ会の聖職者サンミゲルによって開かれた「サン・ミゲル・デ・エルグランデ」という街がサン・ミゲル・デ・アジェンデの前身である。当初は要塞都市としての性格が強かったという。
18世紀には産業が発達した。グアナフアト州には銀で発展した都市が多いが、サン・ミゲル・デ・アジェンデは手工業で発展した。現在残る歴史建造物のほとんどはこの頃建てられたものである。
20世紀になってメキシコ独立戦争の指導者であるイグナシオ・アジェンデの生まれた町である事から、彼の名をとって「サン・ミゲル・デ・アジェンデ」と名を改めた。彼の生家は「サン・ミゲル・デ・アジェンデ歴史博物館」となっており、一般人も見学が可能である。
1926年には「国定コロニアル記念都市」に指定され、街並みが保護されることとなった。現在でも建物の改築、建築には政府の許可が必要である。
2008年には近くのアトトニルコの聖域と共に世界遺産に登録された。また、市内にカニャーダ・デ・ラ・ビルヘンと呼ばれる遺跡があり、ピラミッドや競技場、庭園などの跡がある。

## 行事
サン・ミゲル・デ・アジェンデでは様々な行事が行われる。主なものを以下に挙げる。
セマナサンタ（Semana senta）
3、4月に行われる。キリストのエルサレム入城からキリスト復活の日までの一週間を記憶する行事（聖週間）。
サンタクルス祭り（Fiesta de la Santa Cruz）
5月に行われる。
サンミゲル祭（Festival de San Miguel Arcágel）
9月に行われる。本祭である聖ミカエル（スペイン語ではサンミゲル）の日には子供たちが仮面を付けてパレードを行うほか、本祭の前にはロバの競争やパンプロナーダ（街に放たれた牛を追いかける、闘牛の一種）が行われる。
ギター＆フラメンコ音楽祭（Music Festival）
12月に行われる。

## 世界遺産
北にアトトニルコという町がある。聖域があり、サン・ミゲル・デ・アジェンデと共に世界遺産になっている。

## 交通
航空機
サン・ミゲル・デ・アジェンデに空港はない。最寄りの空港はレオンのグアナフアト国際空港である。
バス
郊外にバスターミナルがあり、国外はヒューストン、ダラス、シカゴ、国内はメキシコシティ、ケレタロ、グアナフアト、グアダラハラ、レオン、ドローレス・イダルゴへ行くことが出来る。

## 姉妹都市
- レッドランズ、アメリカ合衆国
- アックアヴィーヴァ・デッレ・フォンティ、イタリア
- ラ・アブラ、アメリカ合衆国
- ラレド、アメリカ合衆国[3][4]
- オールド・ハバナ、キューバ[3][5]
- テキサス州ブラウンズヴィル[3][6]
- メンドーサ州ラス・エラス、アルゼンチン[3][7]
- グアナフアト、メキシコ
- ドローレス・イダルゴ、メキシコ
- オアハカ・デ・ファレス、メキシコ[8][9]
- モレリア、メキシコ
- ティエラ・デル・フエゴ州ウスアイア、アルゼンチン[3][10]